# Reiner Schomburg
Reiner Schomburg (* 14. Juli 1953 in Hasselfelde) ist ein deutscher Politiker (CDU). Er war von 1993 bis 1994 Kultusminister in Sachsen-Anhalt.

## Leben und Beruf
Nach dem Besuch der polytechnischen Oberschule (POS) von 1960 bis 1968 in Hasselfelde (Harz) erwarb Schomburg 1972 das Abitur an der EOS in Blankenburg (Harz). Er absolvierte ein Mathematikstudium an der TH Magdeburg (1974–1979). Von 1979 bis 1988 arbeitete er als Systemprogrammierer im Datenverarbeitungszentrum Magdeburg, Betriebsteil Halberstadt. Anschließend war er von 1988 bis 1990 EDV-Organisator im Volkseigenen Gut Hasselfelde.
Reiner Schomburg ist katholisch, verheiratet und hat zwei Töchter.

## Partei
Seit März 1990 ist Schomburg Mitglied der CDU. Von 1992 bis 2003 war er Vorsitzender des CDU-Kreisverbandes Wernigerode und von 2003 bis 2007 stellvertretender Kreisvorstand. Zudem war er von 1990 bis 1994 im Stadtrat Hasselfelde tätig und war von 1994 bis 2007 Kreistagsmitglied in Wernigerode. Seit 2007 ist er Mitglied des Kreistages des Landkreises Harz.

## Abgeordneter
Von der 1. bis zur einschließlich 4. Wahlperiode war Schomburg Mitglied des Landtages von Sachsen-Anhalt. Dort war er unter anderem stellvertretender Vorsitzender der CDU-Fraktion, Mitglied im Ausschuss für Bildung und Wissenschaft, Mitglied im Ausschuss für Kultur und Medien und Mitglied im Sonderausschuss nach § 46a AbgG LSA zur Überprüfung der Mitglieder des Landtages.

## Frühere Tätigkeiten
- Stadtverordneter und Mitglied des Hauptausschusses in Hasselfelde / Harz
- Vorsitzender des Landesrundfunkausschusses Sachsen-Anhalt
- Vorsitzender des Kuratoriums der Landeszentrale für politische Bildung
- Vizepräsident der Freundesgesellschaft Michaelstein e. V.

## Ehrungen
2006 wurde Schomburg mit dem Bundesverdienstkreuz am Bande geehrt, 2018 mit dem Verdienstorden des Landes Sachsen-Anhalt.